# Coming out
Coming out je v širším smyslu označení procesu, během kterého člověk rozpoznává a akceptuje svoji menšinovou sexuální orientaci nebo genderové identity („coming out před sebou samým“ či tzv. „vnitřní coming out“). V užším smyslu se používá pro okamžik svěření jiným osobám, případně veřejnosti (tzv. vnější coming out). V nejobecnějším smyslu lze výraz použít i pro zveřejnění informace, která dosud byla utajována. Může se také užívat ve spojení s osobami nebo skupinami osob, které se rozhodly veřejně prezentovat své pohledy a názory obecně považované za odlišné od názorů společnosti.

## Etymologie
Pojem coming out (z anglického coming out of the closet – „vyjít ven ze skříně“) nemá ustálený český protějšek. Častá je i varianta se spojovníkem, ale objevuje se také nesprávný přepis „comming out“ / „comming-out“.
Někdy se používá pro vnitřní coming out český výraz „sebepřijetí“, v souvislosti s vnějším coming outem pak „přihlásit se k homosexualitě“, objevuje se ale i mírně zavádějící sousloví „přiznat svou homosexualitu“, které odkazuje na překonané pojetí homosexuality jako něčeho pohoršujícího či trestného a mnohými je tak považováno za nevhodné. Kromě toho je používán i opis „provést coming out“, metafora „jít s barvou ven“ / „přiznat barvu“ nebo počeštělé sloveso „vyoutovat se“ (a jeho varianty „(ne)vyoutovaný“). Tomu má blízko termín outing, který se však v užším smyslu používá pro označní situace, kdy někdo usiluje o zveřejnění informace o něčí orientaci či identitě proti vůli dotyčné osoby.

## Vnitřní a vnější coming out
Vnitřní coming out nejčastěji nastává v průběhu puberty, kdy se začíná nejvýrazněji projevovat lidská sexualita. Výjimečně však může přijít i v pozdějších fázích života.
Protože coming out přináší stres spojený s přijetím vlastní odlišnosti, v důsledku tzv. internalizované homofobie, bývá někdy předmětem činnosti svépomocných skupin mládeže či psychologického poradenství. Míra obtížnosti zvládnutí coming outu závisí jak na vnitřních dispozicích člověka, tak na prostředí, v němž žije, na přístupu lidí z nejbližšího okolí i na celkové společenské atmosféře. Vzhledem k věku, kdy nejčastěji k tomuto procesu dochází, může být někdy komplikován např. školní šikanou nebo obavou z ní. Udává se, že mezi mladými homosexuálními muži je zvýšené procento sebevražedných myšlenek i pokusů.
V užším smyslu se termín coming out používá pro okamžik, kdy se osoba se svojí orientací dobrovolně svěří jiným osobám (nejčastěji rodině, přátelům, známým, spolupracovníkům), veřejně ji deklaruje anebo svoji orientaci přestane tajit před svým okolím (tzv. „vnější coming out“). Proces coming outu nelze zaměňovat s outingem, což je zveřejnění sexuální orientace třetí osobou, nejčastěji proti vůli samotného subjektu.
Z důvodu obavy před diskriminací a chování okolí (viz homofobie) trvá coming out často několik let a většinou dochází k zveřejnění orientace jen před úzkým okruhem vybraných osob. Coming out se může týkat také osob veřejného života, které oznámí svou menšinovou sexuální orientaci nebo příslušnost k jiné nezjevné menšině prostřednictvím hromadných sdělovacích prostředků. Zaznívají názory, že coming out vážených osob veřejného života zlepšuje postavení sexuálních menšin v očích veřejnosti a ke coming outu inspiruje ostatní nevyoutované členy a členky LGBT komunity.
Obzvláštní pozornost poutají případy coming outu osobností v odvětvích, kde je homosexualita stále tabu nebo která jsou vnímána jako domény výrazně maskulinních mužů či feminních žen. Takovým příkladem jsou například některé sporty typu ragby nebo box. Za prvního profesionálního boxera, který se přihlásil k homosexuální orientaci byl v médiích v roce 2012 označen Portoričan Orlando Cruz. Mediálně známým případem coming outu ve sportu je také bývalý americký národní reprezentant a fotbalista hrající v Anglii Robbie Rogers, na evropském kontinentu pak třeba bývalý německý fotbalový reprezentant Thomas Hitzlsperger.
V USA i dalších zemích připadá na 11. říjen tzv. National Coming Out Day (NCOD), který vznikl v roce 1988 s cílem dodat kuráž k veřejnému coming outu všem členům a členkám LGBT komunity.

## Coming out veřejných osobností

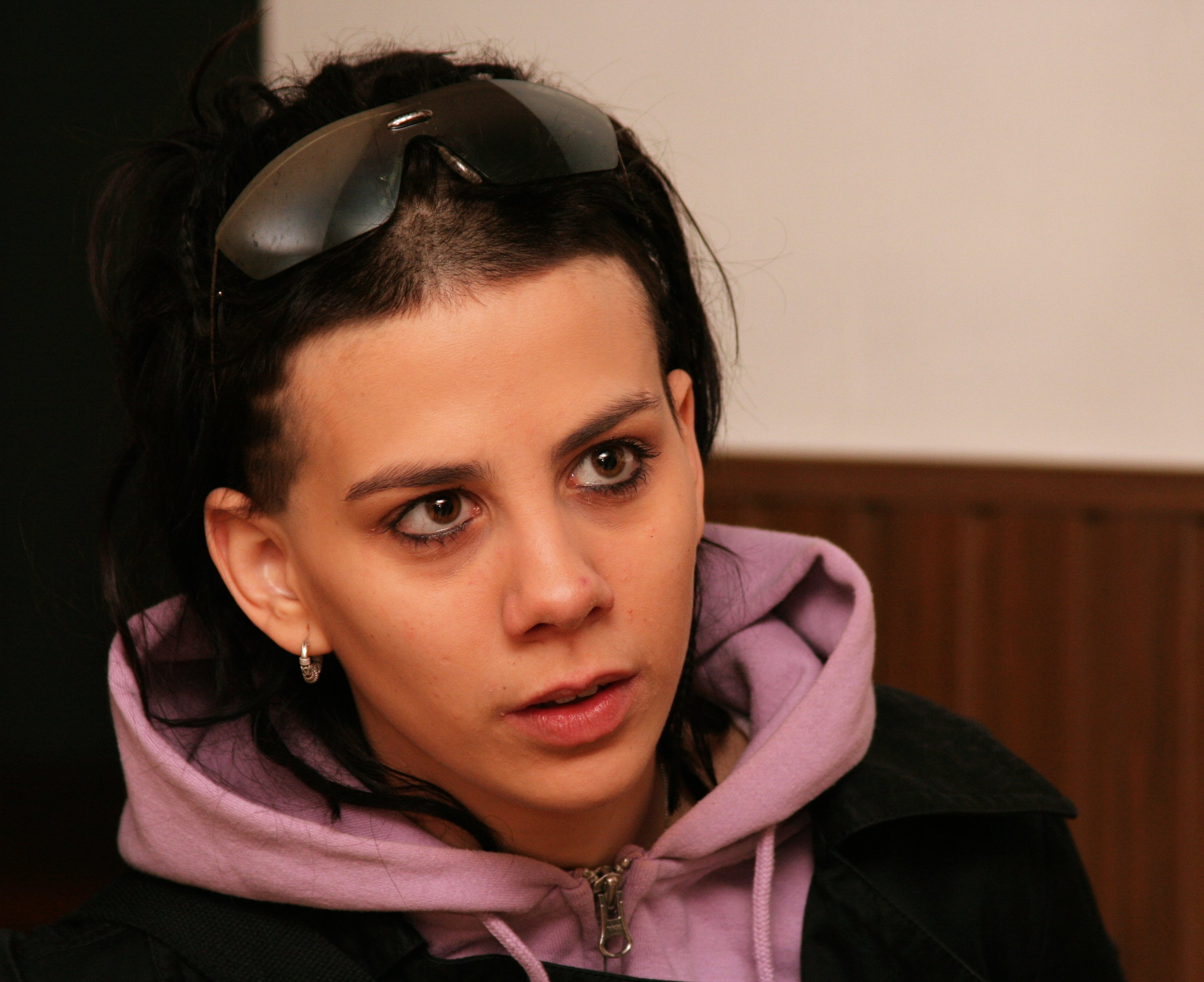
Zpěvačka Aneta Langerová, jejíž coming out v roce 2010 získal širokou mediální pozornost

Mezi mediálně exponované případy coming outu patřily například:
- Jako jedna z prvních českých sportovkyň a veřejných osobností všeobecně se v roce 1981 pro americký Daily News vyoutovala lesbická tenistka Martina Navrátilová. Vzhledem k tehdejšímu postavení gayů a leseb v Československu tak učinila po emigraci do Spojených států.[12]
- Dne 9. září 2000 vyšel v Lidových novinách obsáhlý rozhovor s Martinem Kraflem, tehdejším mluvčím prezidenta Václava Havla, v němž provedl svůj veřejný coming out. Jako důvod uvedl vydírání bulvárem.[13]
- V říjnu 2000 uveřejnil bulvární magazín Spy informaci o homosexualitě zpěváka Pavla Vítka. Společně s ním prodělal coming out i jeho životní partner a producent Janis Sidovský, s nímž se tak stali prvním otevřeným gay párem z řad českých celebrit.[14]
- Dne 5. února 2008 portál iDNES.cz uveřejnil článek, který potvrdil vztah tanečníka Yemiho s partnerem a byl tak jeho veřejným coming outem.[15]
- V únoru 2010 v magazínu deníku Právo vyšel rozhovor se zpěvačkou, první vítězkou soutěže Česko hledá SuperStar Anetou Langerovou, v němž hovořila o svém vztahu s hudební manažerkou Ivou Millerovou.[1]

Ze zahraničí jsou známy například tyto případy veřejného coming outu celebrit:
- V roce 1997 se v rámci televizního sitcomu Ellen veřejně vyoutovala americká herečka a moderátorka Ellen DeGeneresová. Její coming out tehdy vzbudil nevídanou mediální pozornost.[16]
- V březnu 2006 vystoupil v magazínu People s otevřeným coming outem herec Neil Patrick Harris a v pořadu The Ellen DeGeneres Show o rok později vysvětlil, že tak učinil, aby předešel jakémukoli nečekanému skandálu.[17][18]
- Na podzim 2011 vysvětlil svou orientaci v rozhovoru pro New York Magazine herec Zachary Quinto. Na svém blogu pak doplnil, že tak učinil v reakci na sebevraždu čtrnáctiletého Jameyho Rodemeyera, který se rozhodl ukončit svůj život po dlouhodobé šikaně z důvodu homosexuální orientace.[19]
- V dubnu 2013 proběhl médii první veřejný coming out amerického aktivního profesionálního hráče v NBA Jasona Collinse,[20] přičemž za úplně prvního otevřeného gay hráče NBA byl v roce 2007 označen John Amaechi, který však k veřejnému coming outu dospěl až po skončení aktivní hráčské kariéry ve svých pamětech Man in the Middle.[21]
- V dubnu 2015 se jako transgender žena veřejně vyoutovala Caitlyn Jenner, mediálně známá z televizní reality show Držte krok s Kardashians. Její coming out a následná titulní stránka v magazínu Vanity Fair způsobily velký mediální a společenský ohlas.[22]

## Coming out v populární kultuře
Téma coming outu coby významného milníku v osobnostním rozvoji a životě postav bylo vyobrazeno v celé řadě filmů. Velké pozornosti filmařů se těšilo zejména v 90. letech 20. století a na počátku 21. století. Vznikly tak snímky jako:
- Coming Out (NDR 1989)
- Zapovězená láska (Československo 1990)
- Divoké rákosí (Les roseaux sauvages, Francie 1994)
- Švédská trojka (Threesome, USA 1994)
- Jsou z nás (The Sum of Us, Austrálie 1994)
- Beautiful Thing (VB 1996)
- Edge of Seventeen (USA 1998)
- Láska je láska (Fucking Åmål, Švédsko/Dánsko 1998)
- Vzpamatuj se! (Get Real, VB 1998)
- Vždyť já jsem roztleskávačka (But I'm a Cheerleader, USA 1999)
- Hana a její bratři (Hana a jej bratia, Slovensko 2000)
- Kovbojové a andělé (Cowboys & Angels, Irsko 2003)
- Eating Out (USA 2004)
- Letní bouře (Sommersturm, Německo 2004)
- Supper Man (Slovensko 2004)
- Pusinky (ČR 2007)
- Já, Simon (Love, Simon, USA 2018)